# Overtrækssko
Overtrækssko er en engangssko af plastik eller filt, som benyttes i flere forskellige brancher hvor der skal opretholdes et rent miljø. Overtrækssko er blevet et hyppigere anvendt produkt i takt med den voksende fokus på at opretholde rene miljøer.

## Varianter
Overtrækssko findes i flere forskellige varianter og materialer. Det hyppigst anvendte materiale til overtrækssko er PE (Polyethylen) og CPE (chloreret polyethylen), som er en overtrækssko i en kraftigere kvalitet.
Et andet materiale anvendt til overtrækssko er Filt. Overtrækssko af filt kommer i flere forskellige varianter. Nogle af varianterne er med bund af CPE materiale, med forstærket bund eller skridsikker og vandtæt.

## Anvendelsesområder
Svømmehaller – I forbindelse med omklædning eller hvis tilskuere skal tæt på bassinet. 
Børnehaver – Når forældre henter deres børn i børnehaven skal der påføres overtrækssko da de fleste børnehaver har et indemiljø hvor der ikke bruges sko så børnene frit kan bevæge sig rundt uden at blive beskidte.
Hospitaler – Ved modtagelsen af patienter er flere hospitaler begyndt at bruge overtrækssko. I sterile og isolationsafdelinger er det også påkrævet at bære overtrækssko.
Fødevareproducenter – Hos fødevareproducenter i såkaldte ”High-risk” områder hvor råvarerne bliver modtaget. Derudover også ved besøgende i produktionen.
Medicinalproducenter – Ved produktion af medicinale produkter er et klinisk miljø påkræver og derfor anvendes overtrækssko i disse miljøer.
Ejendomsmæglere – Ved fremvisning af huse anvendes overtrækssko for at holde huset rent og slippe for besværet med at tage sine sko af og på ved fremvisning.
Det er dog ikke kun i situationer hvor et rent miljø skal opretholdes at overtrækssko kan anvendes. De kan også bruges den anden vej rundt, altså hvis en person skal ud i et beskidt miljø og gerne vil holde sit fodtøj rent. Dette kan fx være gældende for en bilsælger, som skal en tur ud på værkstedet og gerne vil beskytte sine sko mod olie og andet snavs.

## Dispenser til overtrækssko
En dispenser til overtrækssko er en maskine bygget til automatisk at påføre overtrækssko. Dispenserne findes i flere forskellige varianter og størrelser. Nogle dispensere kræver tilslutning af strøm og kommer med digitalt display til at vise hvor mange overtrækssko der er tilbage i dispenseren.

## Leverandører
Overtrækssko kan købes hos flere forskellige forhandlere. Oftest forhandles overtrækssko på B2B-markedet.